# Метт Самуїл Абрамович
Самуїл Абрамович Метт (нар.26 жовтня 1879, Златопіль — пом.1951) — український економіст, репресований начальник планово-виробничого відділу.

## Життєпис

### Родина
Народився 26 жовтня 1879 року в сім'ї юдейського міщанина Златополя.

### Навчання
1888 року склав вступні іспити для зарахування в чоловічу гімназію міста Златополя, яку успішно закінчив (випуск 1900 року).
Потім мав намір вступити на математичний факультет Університету святого Володимира. Так, чи інакше, але вищу освіту здобув.

### Трудова діяльність
Працював начальником планово-виробничого відділу Головлісдерева Наркомлісу СРСР.

### Останні роки життя
Заарештований 2 жовтня 1938 року.
Воєнною колегією Верховного суду СРСР 21 квітня 1939 року за звинуваченням по ст.ст. 58-7, 17-58-8, 58-11 винесений вирок: 15 років ВТТ.
Відбував покарання 5 років у м. Канськ Красноярського краю, решту — в с. Абезь Комі АРСР.
1951 року помер в таборі.
Реабілітований 23 листопада 1955 року Воєнною колегією Верховного суду СРСР: за відсутністю складу злочину.